# دانشگاه بلهاون
دانشگاه بلهاون (Belhaven یا BU) یک دانشگاه خصوصی مسیحی انجیلی در جکسون، می‌سی‌سی‌پی است. این دانشگاه که در سال ۱۸۸۳ تأسیس شد و رشته‌های سنتی، برنامه‌های مطالعات عمومی و برنامه‌های پیش‌حرفه‌ای در پزشکی، دندان‌پزشکی، حقوق و پرستاری ارائه می‌دهد.
این مدرسه به افتخار عمارت همیلتون که به نام خانه اجدادی او در اسکاتلند نامگذاری شده بود، نام بلهاون را گرفت.
در سال ۱۸۹۴، کالج تحت نام کالج بلهاون برای بانوان جوان در مکان فعلی خود در جکسون، می‌سی‌سی‌پی در خیابان پیچتری در محله تاریخی بلهاون افتتاح شد.